# Crawford Farms Trot
Crawford Farms Trot är ett årligt travlopp för treåriga och äldre som körs i juli varje år på Meadowlands Racetrack. Förstapris i loppet är cirka 65 000 amerikanska dollar.

## Vinnare
| År   | Häst               | Land    | Tid    | Efter          | Kusk              | Tränare           |
| ---- | ------------------ | ------- | ------ | -------------- | ----------------- | ----------------- |
| 2023 | It's Academic      | USA     | 1:50.2 | Uncle Peter    | David Miller      | Ron Burke         |
| 2022 | Alrajah One        | Italien | 1:50.4 | Maharajah      | Dexter Dunn       | Åke Svanstedt     |
| 2021 | Forbidden Trade    | USA     | 1:51.1 | Kadabra        | Daniel Dube       | Luc Blais         |
| 2020 | Guardian Angel As  | USA     | 1:50.4 | Archangel      | Tim Tetrick       | Anette Lorentzon  |
| 2019 | Speeding Spur      | USA     | 1:52.4 | Pegasur Spur   | Brian Sears       | Linda Toscano     |
| 2018 | Will Take Charge   | USA     | 1:51.2 | Kadabra        | Tim Tetrick       | Jeffrey Gillis    |
| 2017 | Resolve            | USA     | 1:51.4 | Muscle Hill    | Åke Svanstedt     | Åke Svanstedt     |
| 2016 | Obrigado           | USA     | 1:51.2 | Boy Band       | Mark MacDonald    | Paul Kelley       |
| 2015 | Obrigado           | USA     | 1:52.0 | Boy Band       | Mark MacDonald    | Paul Kelley       |
| 2014 | Sebastian K.       | Sverige | 1:53.0 | Korean         | Åke Svanstedt     | Åke Svanstedt     |
| 2013 | Intimidate         | USA     | 1:51.0 | Justice Hall   | Ron Pierce        | Luc Blais         |
| 2012 | Hot Shot Blue Chip | USA     | 1:51.2 | Revenue        | Corey Callahan    | Jonas Czernyson   |
| 2011 | San Pail           | USA     | 1:51.1 | San Pellegrino | Randy Waples      | Rodney Hughes     |
| 2010 | Lucky Jim          | USA     | 1:52.0 | S.J.'s Photo   | Andy Miller       | Julie Miller      |
| 2009 | Arch Madness       | USA     | 1:52.4 | Balanced Image | Trond Smedshammer | Trond Smedshammer |
| 2008 | American Lane      | USA     | 1:54.0 | Primrose Lane  | Cat Manzi         | Carl Cito J:r     |
| 2007 | Vivid Photo        | USA     | 1:52.1 | S.J.'s Photo   | Roger Hammer      | Roger Hammer      |